# سیارک ۲۵۳۳۳
سیارک ۲۵۳۳۳ (به انگلیسی: 25333 Britwenger، نامگذاری:1999KW13) بیست و پنج هزار و سیصد و سی و سومین سیارک کشف شده است که در ۱۸ مه ۱۹۹۹ کشف شد.
قدر مطلق سیارک برابر ۱۳٫۵ است.